# Tricentrus depressicornis
Tricentrus depressicornis är en insektsart som beskrevs av William D. Funkhouser 1935. Tricentrus depressicornis ingår i släktet Tricentrus och familjen hornstritar. Inga underarter finns listade i Catalogue of Life.